# Bloomington (Texas)
Bloomington es un lugar designado por el censo ubicado en el condado de Victoria en el estado estadounidense de Texas. En el Censo de 2010 tenía una población de 2.459 habitantes y una densidad poblacional de 358,27 personas por km².

## Geografía
Bloomington se encuentra ubicado en las coordenadas 28°39′2″N 96°54′8″O / 28.65056, -96.90222. Según la Oficina del Censo de los Estados Unidos, Bloomington tiene una superficie total de 6.86 km², de la cual 6.86 km² corresponden a tierra firme y (0%) 0 km² es agua.

## Demografía
Según el censo de 2010, había 2.459 personas residiendo en Bloomington. La densidad de población era de 358,27 hab./km². De los 2.459 habitantes, Bloomington estaba compuesto por el 74.91% blancos, el 5.65% eran afroamericanos, el 0.73% eran amerindios, el 0.2% eran asiáticos, el 0% eran isleños del Pacífico, el 16.06% eran de otras razas y el 2.44% pertenecían a dos o más razas. Del total de la población el 74.42% eran hispanos o latinos de cualquier raza.